# 流量係數
流量係數（flow coefficient）是流體設備有關其允許流體流動能力的相對度量，描述的是孔穴、閥或其他組件的壓力差和流體通過流率之間的關係。
在數學上流量係數Cv（閥的流量額定值，flow-capacity rating of valve）可以用以下方式定義：
{\displaystyle C_{v}=Q{\sqrt {\dfrac {SG}{\Delta P}}}}
其中：
- Cv為流量係數或閥的流量等級
- Q為流率，單位為美制單位 加仑/分鐘
- SG為流體的比重，水的比重為1
- ΔP為壓力差，單位為psi

在實務上，流量係數Cv是當閥或孔穴兩端的壓力差為1 psi時，60°F的水通過閥或孔穴的體積流率（單位：加仑/分鐘）。
流量係數是一種比較閥性能的方式，也是在不同的應用中選用閥的依據，廣為產業界使用，此定義可以延伸到有關液體、氣體或是蒸氣的方程式中。
Coefficient of discharge是實際流量和理論流量之間的關係。
若是氣壓系統的氣體流，Cv可以用在更複雜的方程式中。需要用絕對壓力（psia）表示壓力，不能只用壓力差。
若在室溫下的空氣，且出口壓力小於1/2入口絕對壓力，其流場相當單純（不過其內部已到達音速）。若Cv = 1.0，入口壓力為200 psia，其流率為100 標準立方米/分（scfm）。其流率正比於入口絕對壓力，因此若以入口絕對壓力減為2 psia，出口壓力小於1 psi絕對壓力，scfm表示的流率會等於Cv（若Cv = 1.0, 2 psia 輸入時，流率為1.0 scfm）。

## 流量因子
流量因子Kv（flow factor）是流量係數Cv的公制版本。
具體來說，流量因子 Kv為閥二端壓力差為每平方厘米一公斤時，冷水的流量，流量單位為立方公尺每小時。流量因子 Kv不是無因次量，但一般也不會直接標示其單位。
Kv可以用下式計算：
{\displaystyle K_{v}=F{\sqrt {\dfrac {SG}{\Delta P}}}}
其中：

Kv為流量係數

F為體積流量，單位為m3/hour

SG為流體比重，水的比重為1

ΔP為閥兩端的壓力差，單位為1 bar或100kPa。
Kv常用在歐洲及亞洲。Cv可以用下式轉換為Kv
{\displaystyle {K_{v}}=(0.865)({C_{v}})}

## 外部連結
- Online-Calculation of pressure drop with flow coefficient（页面存档备份，存于）